# Discoglossus sardus
Discoglossus sardus és una espècie d'amfibi anur de la família Discoglossidae que viu a França i a Itàlia.
Està amenaçada d'extinció per la pèrdua del seu hàbitat natural.